# Římskokatolická farnost Jasenná u Vizovic
Římskokatolická farnost Jasenná u Vizovic je územní společenství římských katolíků s farním kostelem svaté Maří Magdaleny v děkanátu Vizovice. 

## Historie farnosti
První písemná zmínka o obci pochází z roku 1468. Jasenná patřila k vizovickému panství a její osudy s ním byly vždy spojovány. V roce 1567 koupil vizovické panství Zdeněk Kavka Říčanský z Říčan u Prahy, který na svém panství horlivě prosazoval evangelické vyznání.
V roce 1574 koupila panství Anna Kropáčka z Nevědomí, která povolila obsazovat faru jen kněžími evangelického vyznání. V tomto období působili téměř na všech farách v okolí evangeličtí duchovní. Evangelíci se těšili z náboženské svobody až do roku 1594, kdy panství koupil Emerich Dóczy, který začal potlačovat náboženské svobody. V roce 1777 byli poddaní vyzváni k písemnému přiznání své víry. Do poloviny května 1777 se přihlásilo k protestantství 60 obcí.
Samostatná farnost byla založena roku 1784 oddělením od vizovické farnosti.,

## Duchovní správci
od července 2018 do července 2023 byl administrátorem excurrendo R. D. ICLic. Mgr. Vít Hlavica. od července 2023 je administrátorem excurrendo R.D.Vladimír Mrázek

## Bohoslužby
| Kostel               | Místo   | Bohoslužba (den) | Hodina | Poznámka     |
| -------------------- | ------- | ---------------- | ------ | ------------ |
| svaté Maří Magdaleny | Jasenná | neděle           | 7.30   | farní kostel |

## Aktivity ve farnosti
Ve farnosti se pravidelně koná tříkrálová sbírka. V roce 2017 činil její výtěžek 24 882 korun.
Farnost se v roce 2014 zapojila do projektu Noc kostelů..